# Gandalf Alfgeirsson
Gandalf Alfgeirsson (norreno: Gandálf Álfgeirsson; IX secolo – IX secolo) è stato un leggendario re norvegese della regione di Vingulmark. Viene citato da Snorri Sturluson nella Heimskringla.

## Heimskringla
Gandalf ricevette il regno da suo padre Álfgeirr, re del Vingulmark. Il Vingulmark era una regione situata tra la Svezia e Norvegia meridionali, corrispondente alla regione di Østfold, Akerhus occidentale (esclusa Romerike) e il Buskerud orientale. Gandalf combatté contro Halfdan il Nero, che se n'era impossessato, e alla fine trovano un accordo secondo cui avrebbero governato il Vingulmark insieme.
Gandalf sposò Gauthild Gyrit
Dopo la morte di Gandalf, i suoi figli Hysing e Helsing, insieme al fratello Haki, attaccarono Halfdan in un'imboscata in piena notte. Halfdan riuscì a scappare. Dopo una battaglia a Eid, vicino al lago Øieren (a poca distanza da Oslo), Halfdan si scontrò con i tre fratelli. Helsing e Hysing morirono, mentre Haki fuggì. Halfdan conquistò tutto il Vingulmark e Haki se ne andò a Álfheimr.